# Banja (Aranđelovac)
Pour les articles homonymes, voir Banja.
Banja (en serbe cyrillique : Бања) est une localité de Serbie située dans la municipalité d'Aranđelovac, district de Šumadija. Au recensement de 2011, elle comptait 2 151 habitants.
Banja est officiellement classée parmi les villages de Serbie.

## Démographie

### Évolution historique de la population
| 1948  | 1953  | 1961  | 1971  | 1981  | 1991  | 2002  | 2011  |
| ----- | ----- | ----- | ----- | ----- | ----- | ----- | ----- |
| 1 924 | 1 940 | 1 983 | 1 884 | 1 930 | 1 933 | 2 246 | 2 151 |

|  |